# Pentadesma lebrunii
Pentadesma lebrunii är en tvåhjärtbladig växtart som beskrevs av Pierre Staner. Pentadesma lebrunii ingår i släktet Pentadesma och familjen Clusiaceae. Inga underarter finns listade i Catalogue of Life.